# 고대 그리스의 과학

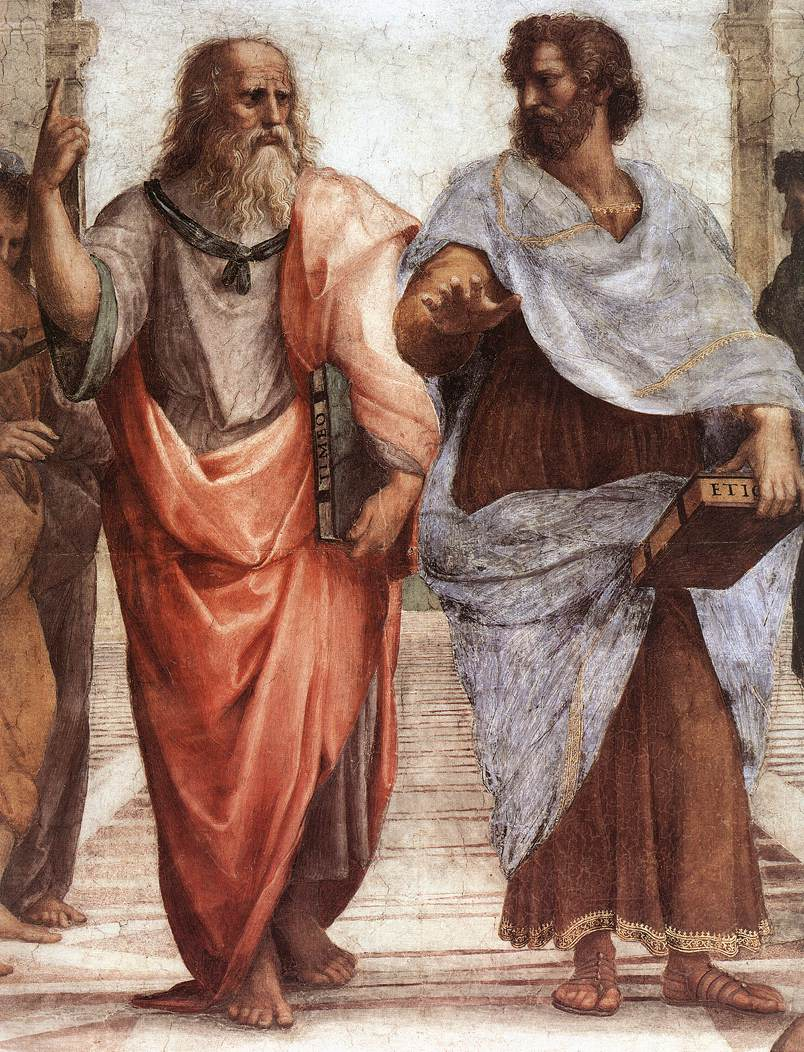
플라톤(좌측)과 아리스토텔레스(우측).

고대 그리스 전성기의 소크라테스나 플라톤과 같은 철학자들의 관심은 인간의 사회나 윤리 문제에 집중되어 있었다. 그런데 이들 이전에 자연을 이루고 있는 근본 물질이 무엇이며, 이 물질들이 어떤 성질을 지니고 있어 자연 현상을 일으키게 되는가 하는 문제들에 관심을 보였던 학자들이 있었다. 즉, 보다 더 이전의 신화 시대에 자연 현상을 대체로 초자연적인 존재의 탓으로 돌리던 관습에서 벗어나서, 이들 소크라테스 이전의 학자들은 자연 안에서 자연 현상의 원인 또는 기원을 찾았다. 이런 뜻에서 아리스토텔레스는 이들을 자연철학자라 불렀으며, 따라서 자연 철학 또는 과학이 고대 그리스에서 시작되었다고 간주된다.

## 소크라테스 이전의 자연철학자들
아리스토텔레스는 최초의 자연철학자로 밀레토스 지역 출신의 탈레스를 꼽았다. 탈레스는 만물의 근원의 물이라는 의견을 제시하면서, 지진이 일어나는 원인을 물 위에 떠 있는 땅덩이의 흔들림으로 설명하려 하였다. 이는 이전의 고대인들이 흔히 신의 분노와 같은 초자연적 설명에 그쳤던 자연 현상들의 원인을 자연 안에서 찾아보려는 시도였다.
이어서 아낙시만드로스는 만물의 근원으로 구체적인 물질이 아닌 추상적 개념인 ‘무한자’개념을 제시하였으며, 아낙시메네스는 만물의 근원인 ‘공기’이며 만물은 이 공기가 희박해지거나 밀집되면서 생겨난다고 주장했다. 아마도 이들은 물질의 근원뿐만 아니라 다양하게 나타나는 자연의 변화를 설명하기 위해서 이러한 주장을 펼쳤을 것이다.
이들에게 만물이 끊임없이 변하는 것은 당연한 사실로 여겨졌다. 헤라클레이토스는 이를 매우 극적으로 표현하였는데, “모든 것은 흐른다”라는 유명한 문구 속에 이러한 입장이 잘 드러나 있다. 그러나 현재의 이탈리아 지역인 엘레아 지방 출신인 파르메니데스는 자명해 보이는 만물의 변화를 부정하면서 존재는 유일한 것이고 변화하거나 운동할 수 없는 것이라는 기묘한 명제를 제시했다. 이는 일견 터무니 없는 주장처럼 보이지만, 그의 제자인 제논이 도전적으로 제시한 몇 가지 역설들은 변화를 자명한 것으로 보는 인간의 감각 경험을 논리적으로 설명해 내기가 쉬운 일이 아님을 보여준다.
엠페도클레스는 만물을 이루는 근원으로 흙, 물, 불, 공기의 네 ‘뿌리’를 지세했다. 이 뿌리들이 ‘사랑’의 힘으로 결합하여 만물을 이루고, 이들이 분해되면 다시 이 네 종류의 뿌리로 되돌아간다는 것이다. 이를 바탕으로 플라톤과 아리스토텔레스가 받아들인 ‘4원소설’은 근대 화학이 탄생하기까지 약 2천 년 간 서양인들의 물질관을 지배해 왔다. 그리고 이 아리스토텔레스의 물질관은 르네상스에 이르기까지 서양인들의 우주관, 운동관 등과 결합하여 정연한 자연관의 체계를 이루었다.
레우키포스와 데모크리토스는 ‘물질을 계속 쪼개어 나가면 최종적으로 더 이상 쪼갤 수 없는 원자에 이르게 된다.’는 원자설을 주장하였다. 이러한 물질관에서는 입자들이 무질서하고 기계적인 운동이 가정되고 입자 사이의 진공 개념이 전제되기 때문에 근대 이전에는 받아들여지지 않았다. 창조주가 의미 없는 진공을 만들 이유가 없다고 인식되었기 때문이다.

## 플라톤
고대 그리스 철학자 플라톤의 주된 관심사는 인간사(人間事)에 대한 것이었다. 그러나 인간사에 대한 그의 논의들을 뒷받침하기 위한 자연 철학의 내용을 다룬 대화편인 티마이오스는 중세의 자연철학적 논의뿐만 아니라 근대 및 현대과학의 성격에도 매우 큰 영향을 미친다. 중세부터 15세기 후반까지도 플라톤의 저작 중 유일하게 널리 알려져 있던 플라톤의 대화편이 바로 티마이오스였는데, 이 책이 기독교의 창조주를 연상하게 하는 우주를 설계해 낸 데미우르고스를 논하고 있기 때문이었다.
사실, 플라톤의 데미우르고스는 기독교의 창조주와는 전혀 다른 존재였다. 데미우르고스는 우주를 만들어 낸 창조주가 아니라, 이미 존재하는 혼돈 속의 물질에 질서와 조화를 가하여 우주를 다듬어 낸 장인으로 인식된다. 그렇지만 기독교 문명권에서의 후세 과학자들은 우주 속에서 창조자의 계획과 목적 그리고 그 창조물이 보여줄 조화와 균형을 찾으려 집착했다. 이 때문에 과학의 역사 곳곳에서 플라톤의 영향이 미쳐있다.
플라톤은 우주를 구성하는 근본 물질로 4원소설을 수용하고, 설계자 데미우르고스가 우주에 질서를 부여하여 이 4가지 원소를 만드는 과정을 다소 길게 논한다. 즉, 이들 4원소를 가장 간단한 입체 도형으로 설명하는 기하학적 원소론을 제시한다. 플라톤은 흙은 정육면체, 불은 정사면체, 공기는 정팔면체, 물은 정십이면체라고 주장하면서 흙을 제외한 나머지 3개의 원소들은 그들을 이루고 있는 기하학적인 성분들의 이합집산을 통하여 그 구성 성분이 바뀔 수 있는 것으로 그린다. 또한, 그는 가장 완벽한 도형은 원이라 간주하고 천체의 운동은 원운동이어야 한다고 주장했다.
구체적인 물질 대신 추상적인 기하학적 도형으로 물질의 근원을 나타낸 플라톤의 태도는, 파르메니데스와 마찬가지로 지각 경험보다는 이성적인 추론의 중요성을 강조하는 의미를 지닌다. 예를 들어, 우리의 감각으로 확인할 수 있는 칠판 위에 그려진 원은 우리의 마음 속에 존재하는 개념으로서 원과 같이 온전하지 못하며, 따라서 지각 경험보다는 합리적 추론에 근거한 지식이 진정한 지식이라는 것이다.
파르메니데스가 감각 경험을 통해 얻을 수 있는 지식이란 피상적이고 불완전함을 보여주려 했듯이, 플라톤 역시 감각을 통해 얻은 지식이란 어차피 불완전한 것임을 말하고자 했다. 이러한 플라톤의 태도는 후대 과학자들에게 큰 영향을 미치게 된다. 예를 들어, 17세기 갈릴레이가 자연 현상을 수학적인 언어로 그려내려는 태도에서 이러한 플라톤의 영향을 읽을 수 있다. 그리고 20세기 현대 물리학의 형성 과정에서 하이젠베르크 역시 자신의 물리학적 상상력은 플라톤의 기하학적 물질관의 영향을 받았다고 강조한다.

## 아리스토텔레스
20년 가까이 플라톤의 아카데미에서 공부한 아리스토텔레스는 플라톤이 쓰기 시작한 많은 용어나 개념들을 사용하게 된다는 점에서도 플라톤의 제자임이 명백하다.
아리스토텔레스는 지식이란 어떠한 사실의 근거가 되는 원인들을 알고 있으며, 그것이 달리 설명될 수 없다는 논증이 이루어져야만 참된 지식일 수 있다는 다분히 기하학적인 지식관을 매우 정교한 논리를 통해 펼쳐 나간다. 지식을 만들어 내는 도구라는 뜻으로 통틀어서 ‘기관(Organon)’이라고 불렸던 논리학 저술들이 바로 이러한 기하학적 도구가 잘 드러나 있는 글들이다.
아리스토텔레스의 목적론적 태도 역시 플라톤의 유산처럼 보인다. 아리스토텔레스에게 자연현상을 이해한다는 것은 그 현상의 원인들을 아는 것을 의미한다. 하지만 아리스토텔레스가 보기에 소크라테스 이전의 자연철학자들은 지나치게 현상의 물질 원인에 집착하였으며, 플라톤은 지나치게 물질이 지닌 형상 또는 개념에 집착했다. 그런데 아리스토텔레스는 진정한 원인의 이해란 그 자연 현상의 물리적 원인이나 형상뿐만 아니라 그 작용, 그리고 그 무엇보다도 그러한 현상이 무엇을 이루게 되는가 하는 목적을 아는 것이라고 말하며, 추구해야 할 지식의 폭을 확장했다.
모든 자연 현상의 원인을 추적해서 설명하고자 했던 아리스토텔레스는 당시까지 알려져 있던 중요한 학자들의 자연관을 분석, 비판해가면서 그 후 2천년 가까이 서양 문명을 주도하는 우주관, 물질관, 변화관을 창현해 낸다. 우선 그는 엠페도클레스의 4원소설을 받아들인다. 지상의 물질은 이 4가지원소들로 이루어져 있다. 이들 중 불과 공기는 지구의 중심으로부터 벗어나려는 성질을 지니며, 흙과 물은 지구의 중심으로 향하는 본성을 지닌다.
그러므로 우주는 지구와 이를 중심으로 하여 동심원을 그리며 선회하는 달과 해, 행성들, 항성들 및 이들을 움직이게 하는 천구들로 이루어진다. 하늘 위의 행성이나 항성은 지상의 4가지 원소들과 달리 지구를 중심으로 하여 원을 기리는 원운동을 보이므로 지상의 4가지 원소와는 다른 제5원소라 이름을 붙였다. 따라서 위로 또는 아래로 움직이는 4원소를 지닌 지상계와 언제나 원운동이나 원운동들의 결합으로 나타나는 제5원소로 이루어진 천상계라는 두 구조로 이루어진 우주관이 형성되는 셈이다.
그는 또한 플라톤과 달리 물질의 근원인 4원소를 도형이 아닌 성질로 파악하였다. 즉, 그는 따뜻함 - 차가움과 축축함 - 건조함의 두 쌍의 성질을 바탕으로 해서 흙(차가움과 건조함), 물(차가움과 축축함), 공기(따뜻함과 축축함), 불(따뜻함과 건조함) 등 4원소의 성질들을 연결시켰다. 이것으로 그는 물이 가열되면 물의 차가운 성질이 따뜻한 성질에 굴복해서 공기로 변화한다는 식으로 물질의 변화를 설명했다.
아리스토텔레스는 자연계에서 일어나는 모든 변화를 운동으로 파악했다. 그에 의하면 모든 운동에는 ‘원인 운동’이 있어야 하며, 원인은 직접적으로 작용해야 한다고 보았다. 지상에서의 운동에는 2가지 종류가 있는데, 하나는 ‘자연스러운 운동’이고 다른 하나는 ‘강제 운동’이다. 자연스러운 운동은 물체가 지닌 본래의 속성으로, 가벼운 것은 본연의 위치인 위쪽으로 올라가고 무거운 것은 아래쪽 땅으로 내려가는 직선 운동이다. 강제 운동은 반드시 외부에서 운동 원인이 접촉해서 작용하는 것으로 던져진 물체의 운동이 여기에 속한다.

## 같이 보기
- 과학사
- 헬레니즘, 알렉산드리아와 로마의 자연과학

## 참고 문헌
- 그림으로 보는 시간의 역사, 까치, 1998, ISBN 8972911976
- 로마 기원에서부터 2000년까지, 법문각, 1991